# Hamburger Sport-Verein 1972-1973
Questa voce raccoglie le informazioni riguardanti l'Hamburger Sport-Verein nelle competizioni ufficiali della stagione 1972-1973.

## Stagione
Nella stagione 1972-1973 l'Amburgo, allenato da Klaus-Dieter Ochs, concluse il campionato di Bundesliga al 14º posto. In Coppa di Germania l'Amburgo fu eliminato agli ottavi di finale dal Colonia. In Coppa di Lega l'Amburgo perse la finale con dal Borussia M'gladbach.

## Rosa
| N. |                      | Ruolo | Calciatore        |
| -- | -------------------- | ----- | ----------------- |
|    | Turchia (bandiera)   | P     | Özcan Arkoç       |
|    | Germania (bandiera)  | P     | Rudolf Kargus     |
|    | Germania (bandiera)  | P     | Siegfried Riemann |
|    | Germania (bandiera)  | D     | Peter Hidien      |
|    | Germania (bandiera)  | D     | Manfred Kaltz     |
|    | Germania (bandiera)  | D     | Peter Krobbach    |
|    | Germania (bandiera)  | D     | Hans-Jürgen Ripp  |
|    | Germania (bandiera)  | D     | Helmut Sandmann   |
|    | Germania (bandiera)  | D     | Willi Schulz      |
|    | Danimarca (bandiera) | C     | Ole Bjørnmose     |
|    | Germania (bandiera)  | C     | Kurt Eigl         |
|    | Germania (bandiera)  | C     | Franz-Josef Hönig |
|    | Germania (bandiera)  | C     | Jörg Martin       |

| N. |                     | Ruolo | Calciatore        |
| -- | ------------------- | ----- | ----------------- |
|    | Germania (bandiera) | C     | Caspar Memering   |
|    | Germania (bandiera) | C     | Edgar Nobs        |
|    | Germania (bandiera) | C     | Peter Nogly       |
|    | Germania (bandiera) | C     | Klaus Zaczyk      |
|    | Germania (bandiera) | A     | Holger Haltenhof  |
|    | Germania (bandiera) | A     | Horst Heese       |
|    | Germania (bandiera) | A     | Dieter Hochheimer |
|    | Germania (bandiera) | A     | Walter Krause     |
|    | Germania (bandiera) | A     | Peter Lübeke      |
|    | Germania (bandiera) | A     | Günter Selke      |
|    | Germania (bandiera) | A     | Georg Volkert     |
|    | Germania (bandiera) | A     | Klaus Winkler     |

## Organigramma societario
Area tecnica
- Allenatore: Klaus-Dieter Ochs
- Allenatore in seconda:
- Preparatore dei portieri:
- Preparatori atletici:

## Calciomercato

### Sessione estiva
| Acquisti | Acquisti          | Acquisti          | Acquisti |
| R.       | Nome              | da                | Modalità |
| -------- | ----------------- | ----------------- | -------- |
| A        | Dieter Hochheimer | Kickers Offenbach |          |
| A        | Walter Krause     | Kickers Offenbach |          |

| Cessioni | Cessioni              | Cessioni               | Cessioni |
| R.       | Nome                  | a                      | Modalità |
| -------- | --------------------- | ---------------------- | -------- |
| A        | Charly Dörfel         | Highlands Park         |          |
| C        | Hans-Jürgen Hellfritz | Eintracht Braunschweig |          |

### Sessione invernale
| Acquisti | Acquisti    | Acquisti              | Acquisti |
| R.       | Nome        | da                    | Modalità |
| -------- | ----------- | --------------------- | -------- |
| A        | Horst Heese | Eintracht Francoforte |          |

| Cessioni | Cessioni   | Cessioni          | Cessioni |
| R.       | Nome       | a                 | Modalità |
| -------- | ---------- | ----------------- | -------- |
| D        | Heinz Bonn | Arminia Bielefeld |          |

## Risultati

### Bundesliga

#### Girone di andata
| Arbitro: | Biwersi |

|                           |           |             |
| Nickel 55’ Hölzenbein 72’ | Marcatori | 33’ Winkler |

| Arbitro: | Frickel |

|           |           |                              |
| Hönig 25’ | Marcatori | 22’ Heynckes 36’, 68’ Jensen |

| Arbitro: | Hillebrand |

|                             |           |            |
| Brenninger 25’ Ettmayer 90’ | Marcatori | 32’ Zaczyk |

| Arbitro: | Fuchs |

|           |           |                       |
| Hönig 46’ | Marcatori | 12’ Wunder 51’ Pirsig |

| Amburgo 4 ottobre 1972, ore 15:30 CET 5ª giornata | Amburgo   | 0 – 0 referto | Colonia | Volksparkstadion (11 000 spett.)\| Arbitro: \| Zuchantke \| |
| Arbitro:                                          | Zuchantke |               |         |                                                             |

| Arbitro: | Eschweiler |

|                                           |           |                       |
| Siemensmeyer 32’ Reimann 56’ Rühmkorb 65’ | Marcatori | 74’ Hönig 76’ Volkert |

| Arbitro: | Hamer |

|                     |           |                         |
| Lübeke 1’ Hönig 84’ | Marcatori | 60’ Hošić 71’ Ackermann |

| Arbitro: | Geng |

|                             |           |                       |
| Kaltz 15’ (aut.) Schulz 35’ | Marcatori | 8’ Volkert 10’ Zaczyk |

| Arbitro: | Riegg |

|                      |           |             |
| Zaczyk 42’ Kaltz 60’ | Marcatori | 87’ Walitza |

| Arbitro: | Hennig |

|                                |           |               |
| Hickersberger 41’ Kostedde 90’ | Marcatori | 49’ Bjørnmose |

| Arbitro: | Weyland |

|  |           |                 |
|  | Marcatori | 83’, 85’ Hoeneß |

| Arbitro: | Frickel |

|                                       |           |                    |
| Tenhagen 7’ Schumacher 33’ Jakobs 88’ | Marcatori | 16’ (rig.) Volkert |

| Arbitro: | Hillebrand |

|                         |           |                             |
| Volkert 34’ (rig.), 43’ | Marcatori | 68’ (aut.) Kaltz 70’ Laumen |

| Arbitro: | Aldinger |

|              |           |              |
| Konschal 53’ | Marcatori | 12’ Memering |

| Arbitro: | Fork |

|                                              |           |  |
| Winkler 17’ Lübeke 75’, 80’ Brück 86’ (aut.) | Marcatori |  |

| Arbitro: | Biwersi |

|                                                          |           |                   |
| Pröpper 23’, 65’ Kohle 38’ (rig.), 51’ Schulz 87’ (aut.) | Marcatori | 73’ (rig.) Zaczyk |

| Arbitro: | Gabor |

|  |           |                    |
|  | Marcatori | 11’ (rig.) Kremers |

#### Girone di ritorno
| Arbitro: | Weyland |

|                                   |           |                |
| Zaczyk 18’ Memering 41’ Heese 86’ | Marcatori | 48’ Hölzenbein |

| Arbitro: | Klauser |

|                                                              |           |           |
| Rupp 23’, 49’ Jensen 38’ Vogts 53’ Wittkamp 61’ Heynckes 79’ | Marcatori | 34’ Hönig |

| Arbitro: | Hilker |

|                     |           |  |
| Heese 37’ Hönig 59’ | Marcatori |  |

| Arbitro: | Seiler |

|                            |           |  |
| Worm 15’ Bella 36’ Hey 65’ | Marcatori |  |

| Arbitro: | Fuchs |

|                       |           |                   |
| Cullmann 41’ Löhr 90’ | Marcatori | 57’ (rig.) Zaczyk |

| Arbitro: | Hillebrand |

|                 |           |  |
| Volkert 6’, 15’ | Marcatori |  |

| Arbitro: | Geng |

|                         |           |                |
| Friedrich 20’ Fuchs 41’ | Marcatori | 34’, 47’ Nogly |

| Arbitro: | Aldinger |

|                       |           |            |
| Memering 2’ Hönig 90’ | Marcatori | 23’ Schulz |

| Arbitro: | Schröck |

|                       |           |                                     |
| Walitza 12’, 50’, 75’ | Marcatori | 56’ Hönig 78’ Winkler 87’ Bjørnmose |

| Arbitro: | Kindervater |

|                  |           |  |
| Skala 70’ (aut.) | Marcatori |  |

| Arbitro: | Hennig |

|            |           |  |
| Müller 74’ | Marcatori |  |

| Arbitro: | Frickel |

|                                                      |           |  |
| Zaczyk 14’ Kaltz 16’ Hönig 48’, 70’ Volkert 65’, 72’ | Marcatori |  |

| Arbitro: | Eschweiler |

|           |           |                                     |
| Görts 28’ | Marcatori | 5’, 8’ Heese 13’ Memering 85’ Nogly |

| Arbitro: | Weyland |

|           |           |  |
| Hönig 77’ | Marcatori |  |

| Arbitro: | Hilker |

|                     |           |           |
| Müller 31’ Horr 63’ | Marcatori | 59’ Heese |

| Arbitro: | Linn |

|                       |           |                         |
| Heese 36’ Volkert 52’ | Marcatori | 63’ Stöckl 75’ Reichert |

| Arbitro: | Aldinger |

|                          |           |  |
| Beverungen 75’ Braun 86’ | Marcatori |  |

### Coppa di Germania
| Arbitro: | Linn |

|                                                       |           |                                   |
| Gecks 24’ Fürhoff 25’ Rausch 33’ Lippens 37’ Bast 39’ | Marcatori | 48’ Lübeke 54’ Krause 75’ Winkler |

| Arbitro: | Zühlke |

|                                            |           |  |
| Volkert 29’, 37’ Nogly 94’ Hönig 97’, 117’ | Marcatori |  |

| Arbitro: | Gabor |

|                     |           |                         |
| Nogly 35’ Heese 44’ | Marcatori | 63’ Overath 85’ Gebauer |

| Arbitro: | Quindeau |

|                                     |           |           |
| Löhr 26’ (rig.), 34’, 89’ Flohe 74’ | Marcatori | 58’ Heese |

### Coppa di Lega
| Arbitro: | Boe |

|            |           |                                      |
| Gerber 48’ | Marcatori | 28’, 45’ Zaczyk 49’ Krause 60’ Nogly |

| Arbitro: | Hanschke |

|                        |           |                       |
| Zaczyk 46’ Winkler 87’ | Marcatori | 34’, 55’, 72’ Lindner |

| Arbitro: | Schulenburg |

|             |           |  |
| Winkler 44’ | Marcatori |  |

| Arbitro: | Hilker |

|                                          |           |                                                |
| Bien 56’ (rig.) Liedtke 82’ Sprenger 89’ | Marcatori | 20’, 38’, 41’ Winkler 88’ Bjørnmose 90’ Lübeke |

| Arbitro: | Weyland |

|                                          |           |                                             |
| Horr 4’, 20’ (rig.) Gutzeit 17’ Lenz 53’ | Marcatori | 18’ Winkler 25’, 65’, 67’ Krause 58’ Zaczyk |

| Amburgo 24 agosto 1972, ore CET 6ª giornata | Amburgo | 0 – 0 referto | St. Pauli | Volksparkstadion (7 000 spett.) |

| Arbitro: | Hoppe |

|                          |           |           |
| Gersdorff 21’ Jensen 80’ | Marcatori | 74’ Nogly |

| Arbitro: | Lutz |

|                             |           |  |
| Zaczyk 34’ Hönig 53’ (rig.) | Marcatori |  |

| Arbitro: | Huster |

|           |           |  |
| Braun 49’ | Marcatori |  |

| Arbitro: | Meuser |

|                                        |           |           |
| Nogly 66’ Winkler 81’, 107’ Heese 119’ | Marcatori | 26’ Braun |

| Arbitro: | Wengenmayer |

|                                             |           |  |
| Memering 15’ Nogly 19’ Hönig 37’ Hidien 83’ | Marcatori |  |

## Statistiche

### Statistiche di squadra
| Competizione      | Punti | In casa | In casa | In casa | In casa | In casa | In casa | In trasferta | In trasferta | In trasferta | In trasferta | In trasferta | In trasferta | Totale | Totale | Totale | Totale | Totale | Totale | DR  |
| Competizione      | Punti | G       | V       | N       | P       | Gf      | Gs      | G            | V            | N            | P            | Gf           | Gs           | G      | V      | N      | P      | Gf     | Gs     | DR  |
| ----------------- | ----- | ------- | ------- | ------- | ------- | ------- | ------- | ------------ | ------------ | ------------ | ------------ | ------------ | ------------ | ------ | ------ | ------ | ------ | ------ | ------ | --- |
| Bundesliga        | 28    | 17      | 9       | 4       | 4       | 31      | 17      | 17           | 1            | 4            | 12           | 22           | 42           | 34     | 10     | 8      | 16     | 53     | 59     | -6  |
| Coppa di Germania | -     | 2       | 1       | 1       | 0       | 7       | 2       | 2            | 0            | 0            | 2            | 4            | 9            | 4      | 1      | 1      | 2      | 11     | 11     | 0   |
| Coppa di Lega     | -     | 6       | 4       | 1       | 1       | 13      | 4       | 5            | 3            | 0            | 2            | 15           | 11           | 11     | 7      | 1      | 3      | 28     | 15     | +13 |
| Totale            | 28    | 25      | 14      | 6       | 5       | 51      | 23      | 24           | 4            | 4            | 16           | 41           | 62           | 49     | 18     | 10     | 21     | 92     | 85     | +7  |

### Andamento in campionato
| Giornata  | 1  | 2  | 3  | 4  | 5  | 6  | 7  | 8  | 9  | 10 | 11 | 12 | 13 | 14 | 15 | 16 | 17 | 18 | 19 | 20 | 21 | 22 | 23 | 24 | 25 | 26 | 27 | 28 | 29 | 30 | 31 | 32 | 33 | 34 |
| --------- | -- | -- | -- | -- | -- | -- | -- | -- | -- | -- | -- | -- | -- | -- | -- | -- | -- | -- | -- | -- | -- | -- | -- | -- | -- | -- | -- | -- | -- | -- | -- | -- | -- | -- |
| Luogo     | T  | C  | T  | C  | C  | T  | C  | T  | C  | T  | C  | T  | C  | T  | C  | T  | C  | C  | T  | C  | T  | T  | C  | T  | C  | T  | C  | T  | C  | T  | C  | T  | C  | T  |
| Risultato | P  | P  | P  | P  | N  | P  | N  | N  | V  | P  | P  | P  | N  | N  | V  | P  | P  | V  | P  | V  | P  | P  | V  | N  | V  | N  | V  | P  | V  | V  | V  | P  | N  | P  |
| Posizione | 13 | 16 | 15 | 16 | 17 | 18 | 17 | 18 | 16 | 17 | 17 | 18 | 18 | 18 | 16 | 18 | 18 | 17 | 17 | 17 | 17 | 17 | 17 | 17 | 15 | 16 | 13 | 15 | 14 | 14 | 12 | 14 | 13 | 14 |

Legenda:

Luogo: C = Casa; T = Trasferta. Risultato: V = Vittoria; N = Pareggio; P = Sconfitta.

### Statistiche dei giocatori
| Giocatore     | Bundesliga | Bundesliga | Bundesliga  | Bundesliga | Coppa di Germania | Coppa di Germania | Coppa di Germania | Coppa di Germania | Coppa di Lega | Coppa di Lega | Coppa di Lega | Coppa di Lega | Totale   | Totale | Totale      | Totale     |
| Giocatore     | Presenze   | Reti       | Ammonizioni | Espulsioni | Presenze          | Reti              | Ammonizioni       | Espulsioni        | Presenze      | Reti          | Ammonizioni   | Espulsioni    | Presenze | Reti   | Ammonizioni | Espulsioni |
| ------------- | ---------- | ---------- | ----------- | ---------- | ----------------- | ----------------- | ----------------- | ----------------- | ------------- | ------------- | ------------- | ------------- | -------- | ------ | ----------- | ---------- |
| Ö. Arkoç      | 25         | 0          | 0           | 0          | 2                 | 0                 | 0                 | 0                 | 6             | 0             | 0             | 0             | 33       | 0      | 0           | 0          |
| O. Bjørnmose  | 27         | 2          | 0           | 0          | 3                 | 0                 | 0                 | 1                 | 8             | 1             | 0             | 0             | 38       | 3      | 0           | 1          |
| H. Bonn       | 2          | 0          | 0           | 0          | 0                 | 0                 | 0                 | 0                 | 1             | 0             | 0             | 0             | 3        | 0      | 0           | 0          |
| K. Eigl       | 0          | 0          | 0           | 0          | 0                 | 0                 | 0                 | 0                 | 3             | 0             | 0             | 0             | 3        | 0      | 0           | 0          |
| H. Haltenhof  | 1          | 0          | 0           | 0          | 0                 | 0                 | 0                 | 0                 | 1             | 0             | 0             | 0             | 2        | 0      | 0           | 0          |
| H. Heese      | 18         | 6          | 0           | 0          | 3                 | 2                 | 0                 | 0                 | 3             | 1             | 0             | 0             | 24       | 9      | 0           | 0          |
| P. Hidien     | 19         | 0          | 0           | 0          | 0                 | 0                 | 0                 | 0                 | 3             | 1             | 0             | 0             | 22       | 1      | 0           | 0          |
| D. Hochheimer | 0          | 0          | 0           | 0          | 1                 | 0                 | 0                 | 0                 | 2             | 0             | 0             | 0             | 3        | 0      | 0           | 0          |
| F. Hönig      | 33         | 11         | 0           | 0          | 3                 | 2                 | 0                 | 0                 | 4             | 2             | 0             | 0             | 40       | 15     | 0           | 0          |
| M. Kaltz      | 33         | 2          | 0           | 0          | 4                 | 0                 | 0                 | 0                 | 7             | 0             | 0             | 0             | 44       | 2      | 0           | 0          |
| R. Kargus     | 10         | 0          | 0           | 0          | 2                 | 0                 | 0                 | 0                 | 5             | 0             | 0             | 0             | 17       | 0      | 0           | 0          |
| W. Krause     | 5          | 0          | 0           | 0          | 1                 | 1                 | 0                 | 0                 | 8             | 4             | 0             | 0             | 14       | 5      | 0           | 0          |
| P. Krobbach   | 19         | 0          | 0           | 0          | 3                 | 0                 | 0                 | 0                 | 5             | 0             | 0             | 0             | 27       | 0      | 0           | 0          |
| P. Lübeke     | 10         | 3          | 0           | 0          | 3                 | 1                 | 0                 | 0                 | 5             | 1             | 0             | 0             | 18       | 5      | 0           | 0          |
| J. Martin     | 0          | 0          | 0           | 0          | 0                 | 0                 | 0                 | 0                 | 1             | 0             | 0             | 0             | 1        | 0      | 0           | 0          |
| C. Memering   | 30         | 4          | 0           | 0          | 3                 | 0                 | 0                 | 0                 | 10            | 1             | 0             | 0             | 43       | 5      | 0           | 0          |
| E. Nobs       | 5          | 0          | 0           | 0          | 1                 | 0                 | 0                 | 0                 | 2             | 0             | 0             | 0             | 8        | 0      | 0           | 0          |
| P. Nogly      | 32         | 3          | 0           | 0          | 3                 | 2                 | 0                 | 0                 | 11            | 4             | 0             | 0             | 46       | 9      | 0           | 0          |
| S. Riemann    | 0          | 0          | 0           | 0          | 0                 | 0                 | 0                 | 0                 | 0             | 0             | 0             | 0             | 0        | 0      | 0           | 0          |
| H. Ripp       | 10         | 0          | 0           | 0          | 3                 | 0                 | 0                 | 0                 | 7             | 0             | 0             | 0             | 20       | 0      | 0           | 0          |
| H. Sandmann   | 7          | 0          | 0           | 0          | 0                 | 0                 | 0                 | 0                 | 1             | 0             | 0             | 0             | 8        | 0      | 0           | 0          |
| W. Schulz     | 29         | 0          | 0           | 0          | 2                 | 0                 | 0                 | 0                 | 10            | 0             | 0             | 0             | 41       | 0      | 0           | 0          |
| G. Selke      | 0          | 0          | 0           | 0          | 0                 | 0                 | 0                 | 0                 | 1             | 0             | 0             | 0             | 1        | 0      | 0           | 0          |
| G. Volkert    | 31         | 10         | 0           | 0          | 3                 | 2                 | 0                 | 0                 | 9             | 0             | 0             | 0             | 43       | 12     | 0           | 0          |
| K. Winkler    | 29         | 3          | 0           | 1          | 4                 | 1                 | 0                 | 0                 | 10            | 8             | 0             | 0             | 43       | 12     | 0           | 1          |
| K. Zaczyk     | 33         | 7          | 0           | 0          | 4                 | 0                 | 0                 | 0                 | 11            | 5             | 0             | 0             | 48       | 12     | 0           | 0          |